# Edmonia Henderson
Jennie Katherine Edmonia Henderson (* 1900; † 1947) war eine US-amerikanische Blues- und Gospelsängerin, die auch unter dem Namen Catherine Henderson aufnahm.

## Leben
Henderson arbeitete in den 1920er Jahren u. a. mit Lovie Austin, Jelly Roll Morton, Tommy Ladnier und Johnny Dodds, mit denen sie Songs für Paramount und Vocalion Records einspielte, als Catherine Henderson auch für Okeh Records.  Zu ihren bekannten Songs gehörten Brown Skin Man, Traveling Blues, Georgia Grind und Dead Man Blues. Zwischen 1923 und 1926 wirkte sie (als Edmonia Henderson) bei sechs Aufnahmesessions mit.
Edmonia „Catherine“ Henderson ist nicht mit der Sängerin Katherine Henderson zu verwechseln, die 1930 für Velvet Tone Records aufnahm.